# Emiko Okuyama
Emiko Okuyama (奥山 恵美子?, Okuyama Emiko; Akita, 23 giugno 1951) è una politica giapponese, sindaca di Sendai dal 22 agosto 2009 al 21 agosto 2017.

## Biografia
Nata ad Akita, nell'omonima prefettura, il 23 giugno del 1951, da padre funzionario pubblico, Emiko Okuyama si laurea in economia all'Università del Tōhoku. Inizia a lavorare presso il municipio di Sendai, ricoprendo molti incarichi, come quello di vicesindaca nel 2007.
Nel luglio del 2009 si candida al fine di diventare sindaca, sostenuta dal Partito Socialdemocratico e dal Partito Democratico del Giappone. Vince le elezioni, diventando la prima donna sindaca di una grande città giapponese.
Inoltre parlò davanti alle Nazioni Unite degli sforzi della città colpita dal terremoto e maremoto del 2011, annunciando anche di preparare Sendai per un eventuale altro disastro futuro.
Viene eletta per la stessa carica nel 2013, superando l'avversario sostenuto dal Partito Comunista Giapponese. Nel 2017 decide di ritirarsi dalla vita politica e quindi di non ricandidarsi.